# The Last Act of Defiance
The Last Act of Defiance is het elfde en meest recente studioalbum van de Amerikaanse punkband Sick of It All. Het album werd uitgegeven op 30 september 2014 via Century Media Records op cd en lp. Het is het laatste album van de band waar producent Tru Madsen aan heeft meegewerkt.

## Nummers
1. "Sound the Alarm" - 1:47
2. "2061" - 2:19
3. "Road Less Traveled" - 2:29
4. "Get Bronx" - 2:12
5. "Part of History" - 1:41
6. "Losing War" - 2:25
7. "Never Back Down" - 2:06
8. "Facing the Abyss" - 2:24
9. "Act Your Rage" - 1:27
10. "Disconnect Your Flesh" - 2:30
11. "Beltway Getaway" - 1:58
12. "Sidelined" - 2:34
13. "Outgunned" - 2:07
14. "DNC" - 2:43
15. "Stand Down" - 2:16
16. "With all Disrespect" - 2:31

## Band
- Lou Koller - zang
- Pete Koller - gitaar
- Armand Majidi - drums
- Craig Setari - basgitaar